# بارائو
بارائو (به پرتغالی: Barão) یک منطقهٔ مسکونی در برزیل است که در ریو گرانده جنوبی واقع شده‌است. بارائو ۱۲۴٫۴۹۷ کیلومتر مربع مساحت و ۶٬۲۰۲ نفر جمعیت دارد و ۶۴۲ متر بالاتر از سطح دریا واقع شده‌است.